# Maria Verônica Leite Pereira
Maria Verônica Leite Pereira Moura (1960) es una botánica, curadora y profesora brasileña.]
Desarrolla actividades académicas e investigativas como Coordinadora del Programa de Licenciatura en Ciencias Biológicas (Licenciatura y Bachillerato) y profesora asociada del Departamento de Botánica del Instituto de Biología, de la UFRuralRJ.
En 1983, obtuvo una licenciatura en Historia natural, por la Universidad Federal Rural de Río de Janeiro; para obtener la maestría en Biología Vegetal por la Universidad Federal de Río de Janeiro, defendió la tesis Taxonomia e Morfologia das espécies do gênero Siparuna Aublet ocorrentes no Estado do Rio de Janeiro, en 1991; y, el doctorado por la Universidad de São Paulo, en 2001, defendiendo la tesis: Revisão taxonômica do gênero Alseis Schott (Rubiaceae).

## Algunas publicaciones
- v.c. Cysneiros, e.p. Paiva, maria v.l. Pereira Moura, denise m. Braz. 2011. Arboreal Eudicotyledons, Universidade Federal Rural do Rio de Janeiro Botancial Garden, state of Rio de Janeiro, Brazil. Check List (São Paulo) 7: 1-6
- f.s. Novaes, maria v.l. Pereira Moura, c.h. Callado, h.r.p. Lima. 2010. Wood anatomy of Mollinedia glabra (Spreng.) Perkins (Monimiaceae) in two restinga vegetation formations at Rio das ostras, RJ, Brasil. Anais da Academia Brasileira de Ciências 82: 915-924
- a.m. Paiva, A. M. ; p. Germano filho, maria v.l. Pereira Moura. 2009. Rubiaceae ornamentais do Campus da Universidade Federal Rural do Rio de Janeiro, Seropédica, RJ. Floresta e Ambiente 16: 39-46
- a.l. Peixoto, maria v.l. Pereira Moura. 2008. A new genus of Monimiaceae from the Atlantic Costal Forest in South-Eastern Brazil. Kew Bull. 63: 137-141
- d. Hottz, maria v.l. Pereira Moura, mario Gomes. 2007. Rubiaceae Juss. da Marambaia, Rio de Janeiro: Ixoroideae, Gardenieae. Rev. Brasileira de Biociências 5: 642-644

### Libros
- maria v.l. Pereira Moura, denise m. Braz (orgs.) 2012. Jardim Botânico da Universidade Federal Rural do Rio de Janeiro: um pouco da sua história. 1ª ed. Seropédica, Río de Janeiro: EDUR, vol. 1. 65 pp.

### Capítulos de libros
- maria m.t. da Rosa, maria v.l. Pereira Moura. 2012. O Herbário do Jardim Botânico: recuperação e informatização do acervo. En: Maria Veronica leite Pereira Moura; Denise Monte Braz (orgs.) O Jardim Botânico da Univ. Federal Rural do Rio de Janeiro. 1ª ed. Seropédica, Río de Janeiro: Ed. Univ. Federal Rural do Rio de Janeiro, pp. 47-53
- maria v.l. Pereira Moura, denise m. Braz. 2012. Introdução. En: Maria Veronica Leite Pereira Moura; Denise Monte Braz (orgs.) Jardim Botânico da Univ. Federal Rural do Rio de Janeiro. 1.ª ed. Seropédica, Río de Janeiro: Ed. da Univ. Federal Rural do Rio de Janeiro, pp. 9-10.
- a.l. Peixoto, maria v.l. Pereira Moura. 2007. Lista oficial da Flora ameaçada de Extinção no Estado de São Paulo: Monimiaceae. En: Mamede, M.C.H.; Souza, V.C.; Prado, F.; Barros, F.; Wanderley, M.G.L. & Rando, J.G. (orgs.) Livro Vermelho das Espécies Vegetais Ameaçadas do Estado de São Paulo. São Paulo: Instituto de Botânica, pp. 85-144
- ------------------, ------------------------------. 2005. Monimiaceae. En: Maria Margarida da Rocha Fiuza de Melo; Fábio de Barros; Silvia Antônia Corrêa Chiea; Mizué Kirizawa; Sigrid Luiza Jung-Mendonolli; Maria das Graças Lapa Wanderley (orgs.) Flora Fanerogãmica da Ilha do Cardposo. São Paulo: Instituo de Botânica, 2005, vol. 11, pp. 19-29

### Revisiones de ediciones
- 2008 - 2008, Periódico: Novon (Saint Louis)
- 2011 - actual, Periódico: Revista Caatinga (UFERSA. Impreso)
- 2012 - actual, Periódico: Acta Botanica Brasílica (impreso)

## Membresías
- de la Sociedad Botánica del Brasil[5] y fue vicepresidenta del Consejo de la Red de Herbarios de Fluminense, vinculado a la Red de Herbarios de Brasil[4]
- Plantas do Nordeste[6]